# Ante Pavelić
Ante Pavelić  (Bradina kod Konjica, 14. srpnja 1889. – Madrid, 28. prosinca 1959.) bio je hrvatski odvjetnik i političar, revolucionar, osnivač i vođa ultranacionalističkoga Ustaškog pokreta te poglavnik i fašistički diktator:403 Nezavisne Države Hrvatske (NDH),:63 koja je u Drugom svjetskom ratu bila marionetska država fašističke Italije i nacističke Njemačke.:265.
Na početku političke karijere bio je član tadašnje Stranke prava. Krajem 1920-ih obnašao je dužnost zastupnika u Narodnoj skupštini Kraljevine Jugoslavije kao predstavnik Stranke prava i Hrvatskoga bloka. Nakon uspostave Šestosiječanjske diktature koju je Aleksandar I. Karađorđević proglasio početkom 1929. godine, Pavelić se povlači u egzil, gdje je 1929. godine organizirao Ustaški pokret, separatističku i fašističku organizaciju. Tijekom Drugog svjetskog rata i nakon Travanjskog rata 1941. godine Pavelić se vraća iz egzila i u suglasnosti sa Silama Osovine postaje poglavnik novouspostavljene Nezavisne Države Hrvatske, koju je Slavko Kvaternik proglasio 10. travnja 1941. godine uz podršku Trećeg Reicha.
Godine 1941. uz potporu ustaških milicija i tajne policije osniva totalitaran politički sistem sličan onomu u Trećem Reichu. Pod njegovom su vlašću izgrađeni koncentracijski logori i doneseni rasni zakoni na osnovi kojih su stradale mnoge manjine, ponajviše Srbi, Židovi i Romi, a nemilosrdno se obračunavao i s antifašistički nastrojenim Hrvatima i ostalim političkim neistomišljenicima.
Nakon što su 1945. Narodnooslobodilačka vojska i Savezničke sile porazile NDH, Ante Pavelić preko tzv. samostanske rute bježi u Argentinu, gdje je i dalje bio politički aktivan, te ondje osniva Hrvatski oslobodilački pokret. Godine 1957. Blagoje Jovović izvršio je atentat na Antu Pavelića i teže ga ranio. Nakon toga Pavelić se povlači u Španjolsku. Preminuo je 1959. godine u Madridu od posljedica atentata.

## Mladost

### Rođenje i naobrazba
Ante Pavelić rođen je u malom hercegovačkom selu Bradina kod Konjica na Ivan Planini, u sastavu Bosanskog pašaluka tada nominalnom dijelu Osmanskog Carstva pod vojnom upravom Austro-Ugarske Monarhije. Njegov otac Mile, pružni radnik, i majka Marija doselili su se iz ličkog sela Krivi Put (Kraljevina Hrvatska-Slavonija). U potrazi za poslom njegova se obitelj najprije seli u Jezero kod Jajca, gdje Pavelić pohađa osnovnu školu, muslimanski mekteb. Tu je slušao o muslimanskim običajima i lekcije koje su kasnije utjecale na njegov stav prema Bosni i prema bosanskim muslimanima. Nakon toga pohađa isusovačku školu u Travniku, odrastajući u gradu gdje je većinsko stanovništvo bilo muslimansko. Kultura bosanskih muslimana odigrala je važnu ulogu u njegovoj kasnijoj političkoj karijeri. Zdravstveni problemi nakratko prekidaju njegovo obrazovanje 1905. Ljeti te godine zaposlio se na željeznici u Sarajevu i Višegradu Poslije toga nastavlja obrazovanje u Zagrebu, u kući svog brata. U Zagrebu Pavelić pohađa srednju školu, zbog kašnjenja u davanju ispita pada četvrtu godinu koju je morao ponoviti. U ranim srednjoškolskim danima pridružio se Čistoj stranci prava i studentskoj organizaciji Frankovci, koju je osnovao Josip Frank, punac Slavka Kvaternika, austrougarskog pukovnika i budućeg ministra Domobranstva. Poslije Zagreba, srednju školu nastavlja pohađati u Senju u klasičnoj gimnaziji, gdje je završio peti razred. Zdravstveni problemi opet mu prekidaju naobrazbu, zapošljava se u Istri u blizinu Buzeta. Godine 1909. nastavlja obrazovanje u Karlovcu, gdje je završio šesti razred. Sedmi razred ponovno završava u Senju, da bi maturirao u Zagrebu 1910. Nakon mature upisuje se na Pravni fakultet Sveučilišta u Zagrebu. Kad je završio pravo, pozvan je na odsluženje vojnog roka u austro-ugarsku ratnu mornaricu. Vojno liječničko povjerenstvo u Puli nije bilo sigurno je li bio sposoban za služenje vojnog roka, pa je poslan na rad u Šibenik, gdje je od kolovoza 1914. do ožujka 1915. radio kao zidar pri gradnji zgrade mornarice. Za to je vrijeme stanovao kod jedne židovske obitelji. Ponovno je krajem ožujka 1915. pozvan u Pulu, gdje je liječničko povjerenstvo zaključilo je da ipak nije sposoban za vojnu službu, pa je otpušten. U isto vrijeme postaje odvjetnički pripravnik Aleksandra Horvata, tadašnjeg predsjednika Stranke prava, gdje također dobiva i doktorat u srpnju 1915.

### Politički uspon
U vrijeme Prvog svjetskog rata, Pavelić je sudjelovao u aktivnom radu Čiste stranke prava. Kao zaposlenik i prijatelj Horvata, često je sudjelovao na važnim stranačkim sastancima, kasnije preuzima Horvatove dužnosti dok je on u odsutnosti. Godine 1918. Pavelić je završio odvjetničku pripravu kod Horvata i postao je samostalni odvjetnik. Nakon ujedinjenja Države SHS s Kraljevinom SHS 1. prosinca 1918., Čista stranka prava održava javni prosvjed. Hrvatski narod je bio protiv srpskog kralja, za kojeg nisu bili pitani, niti su najviše državne ovlasti pristale na ujedinjenje. Nadalje Čista stranka prava izražava želju Hrvata za republikom. Jedan je od utemeljitelja i kasniji predsjednik nove Hrvatske stranke prava. Godine 1921. Pavelić postaje zastupnik grada Zagreba i uskoro postaje jedna od vodećih osoba Stranke prava, gdje posebice ostavlja utjecaja na mlađe članove. Istodobno je bio član stranačkog poslovnog odbora, tajnik i potpredsjednik Stranke prava. Nakon što je postao vođa stranke, Pavelić počinje zagovarati hrvatsku nezavisnost.
U to vrijeme, Pavelić je uhićen, zajedno s još nekoliko pripadnika Hrvatske stranke prava, zbog protu-jugoslavenskih djelovanja. Zastupao je sebe i svoje kolege, da bi na kraju bili pušteni. Dana 12. kolovoza 1922. u crkvi sv. Marka u Zagrebu, Pavelić je oženio Mariju Lovrenčević (* 1897.). koja je, s majčine strane, bila Židovka. Marija je bila kćer Martina Lovrenčevića, također člana Stranke prava i poznatog novinara. U braku su dobili troje djece, sina Velimira i kćeri Mirjanu i Višnju. Kćer Višnja preminula je u Madridu na Božić 2015 godine.
Kasnije je Pavelić postao potpredsjednik Hrvatske odvjetničke komore.
Nakon što je izabran za člana Skupštine u Beogradu, Pavelić postaje pripadnik Hrvatskog bloka, nakon izbora održanih 1927. Pavelić također postaje osoba za kontakt Stranke prava s predsjednikom vlade Nikolom Pašićem. Pavelić je bio jedan od dvojice zastupnika Hrvatskog bloka, zajedno s Antom Trumbićem, jednim od ključnih političara u stvaranju jugoslavenske države. Pavelić je obnašao dužnosti stranačkog tajnika do 1929., kada kralj zabranjuje djelovanje svim političkim strankama. U govorima u Skupštini isticao je hrvatsku nezavisnost i protivio se srpskom nacionalizmu. Pavelić je bio očevidac atentata na Stjepana Radića u skupštini 20. lipnja 1928. godine.
Njegovo djelovanje s mladeži Stranke prava vrlo je značajno, a doprinosi i u novinama Starčević i Kvaternik. U lipnju 1927. Pavelić je predstavljao Općinu Zagreb na Europskom kongresu gradova održanom u Parizu. Kasnije, iste godine, Pavelić je branio Makedonce optužene za terorizam.
Preko svojih bečkih kontakta, Pavelić uspostavlja vezu s talijanskom vladom. Bio je manje uspješan u povezivanju s mađarskom vladom jer su se vlasti u Budimpešti plašile pogoršavanja odnosa s drugim europskim državama.
Iduće godine, Pavelić je osnovao oružanu skupinu Hrvatski domobran, djelo kojim je otvoreno pozvao Hrvate na oružanu pobunu. Jugoslavenske su vlasti proglasile organizaciju nezakonitom i zabranile njezino djelovanje. Kada je kralj Alekandar proglasio Šestosiječanjsku diktaturu 1929., Pavelić odlazi u Italiju, da bi se kasnije preselio u Beč. Okolnosti su ga prislile da se ponovno vrati politici, iako je to pokušao izbjeći. Uspostavio je vezu s VMRO-om (Vanjska makedonska revolucionarna organizacija) i sastaje se s Makedonskim nacionalnim odborom. Sastanak je rezultirao Sofijskom deklaracijom u kojoj je suradnja ustaša i pripadnika VMRO-a postala službena. Pavelić je izjavio da naziv "ustaše" potječe od bosanskih muslimanskih pobunjenika koji su se protivili austrougarskoj okupaciji, a da je ustaška himna Ustaška koračnica zapravo pjesma bosanskih pobunjenika iz 1878. godine. Sofijska deklaracija bila je od velike važnosti Paveliću i UHRO-i. Jugoslavija je protestirala Bugarskoj, a Paveliću je suđeno u odsutnosti i 17. srpnja 1929. osuđen je na smrt zbog veleizdaje zajedno s Gustavom Perčecom. Srpski nacionalizam u Jugoslaviji olakšao je Paveliću uspostavljanje ustaša – Hrvatske revolucionarne organizacije.

## Život u inozemstvu
Kada su mu austrijske vlasti zabranile privremeni boravak u Austriji, Pavelić se seli u Italiju gdje s obitelji živi do travnja 1941. U Italiji je mijenjao mjesta življenja i živio pod lažnim imenima, a najčešće je koristio ime Antonio Serdar. Talijanske vlasti službeno nisu htjele priznati podršku ustašama ili Paveliću da bi zaštitile ugled, ali Pavelić je svejedno primao podršku od talijanskog fašističkog režima Benita Mussolinija, koji ih je vidio kao sredstvo za rušenje Jugoslavije i proširenje talijanske države na jadransku obalu. Mussolini je dopustio Paveliću da živi u Rimu i obučava ustaške paravojne jedinice koje su se spremale za rat s Jugoslavijom. Kasnije se jedan broj Hrvata pridružuje ustašama zbog razočaranja srpskom politikom vođenom u Jugoslaviji. Kada je Pavelić 1929. otišao u Italiju, nije odmah osnovao UHRO. U početku je naziv ustaša koristio za novine koje je pisao, a godinu dana kasnije taj naziv daje organizaciji koju je osnovao. Uskoro nakon toga, Hrvati u Argentini, SAD-u, Belgiji i mnogim drugim europskim državama, pridružuju se organizaciji Hrvatski domobran, koju je vodio Ante Pavelić kao poglavnik. Rani pripadnici UHRO-a postali su visoki dužnosnici ustaškog režima nakon osnutka Nezavisne Države Hrvatske, Vjekoslav Luburić (zvani Maks), Jure Francetić (zvani Laszlo) i Rafael Boban.
U Glavnom ustaškom stanu, Pavelić je 1. srpnja 1933. izdao 17 ciljeva UHRO-a. Glavni cilj je bio uspostava hrvatske države na njezinom povijesnom i etničkom području, gdje Pavelić još navodi da ustaše to moraju učiniti bez obzira na sredstva, čak i silom i oružjem. Po njegovim vlastitim pravilima, organizira akcije, ubojstva i diverzije. Ustaški obučni logori osnivaju se u Bresci i Borgu Val di Taru u Italiji i Janka pusti u Mađarskoj.
Na sastanku u Spittalu u Austriji 1932., Pavelić, Gustav Perčec i Vjekoslav Servatzy odlučili su se na izvođenje malog ustanka. Ustanak je počeo u ponoć 6. rujna 1932. i poznat je pod nazivom Velebitski ili Lički ustanak. Vođa ustanka bio je Andrija Artuković, a ustanak je izvelo 20 ustaša s talijanskom opremom. Ustaše su napali žandarmerijsku postaju u ličkim Brušanima te su se povukle na Velebit bez žrtava. Ovaj ustanak imao je cilj zastrašivanja jugoslavenskih vlasti od ustaške emigracije, to je Pavelić i kasnije (12. travnja 1941. god.) i obznanio. Iako je vojna akcija (koju se i opet bilježi kao "ustanak") bila tek malih razmjera, jugoslavenske vlasti nisu znale kolika je stvarna moć ustaške emigracije. Kao rezultat toga, povećana je opreznost.
Ustaše su kasnije izveli dva pokušaja ubojstva kralja Aleksandra. Jugoslavenski monarh je imao mlitavo osiguranje i nedostatak oružane zaštite, a Paveliću su njegove organizacijske sposobnosti pomogle da podmiti visoke dužnosnike u francuskom osiguranju za kralja. Uspješan atentat izveo je pripadnik VMRO-a Vlado Černozemski. Čelnik marsejske policije, Jouhannaud, nakon atentata, razriješen je dužnosti. Po drugi put, Pavelić je u odsutnosti osuđen na smrt, ovaj put od strane francuskog suda.
Pod pritiskom Francuske, talijanska policija uhitila je Pavelića i još nekoliko ustaša 17. listopada 1934. Pavelić je pritvoren u Torinu i oslobođen u ožujku 1936. U zatvoru je Pavelić napisao roman Lijepa plavojka. Razočaran talijanskim odnosom prema ustašama, Pavelić se približava nacionalsocijalističkoj Njemačkoj, koja je obećala izmijeniti granice stvorene nakon Versajskog sporazuma. Na kraju listopada 1936. Pavelić je završio svoju studiju Hrvatsko pitanje (njemački: Die kroatische Frage) za njemačku diplomaciju.
Njime svoju politiku nastoji sukladiti s politikom i ideologijom tadašnje nacističke njemačke vlasti, koja je pokazivala volju da promijeni poredak koji je u Europi uspostavljen Versajskim ugovorom iz 1920. godine, dio kojega je bilo stvaranje Jugoslavije. U tu svrhu u radu prikazuje da Kraljevina Jugoslavija nalazi navodno neku važnu potporu kod Židova, koji da su (prema njemu) protuhrvatski nastrojeni, i da je tobože hrvatski nacionalizam i sam idejni začetnik tog nacionalizma dr. Ante Starčević antisemitski nastrojen. No, Ante Starčević u svojim je pisanjima opetovano i oštro osuđivao antisemitizam kakav se u njegovo doba očitovao (primjerice) u Njemačkoj, Mađarskoj i Rusiji. U stvari je hrvatski nacionalizam bio u zadnjim desetljećima Austro-Ugarske u toj mjeri dobrohotan prema Židovima i u isto vrijeme toliko prokatolički nastrojen da su ga srpski nacionalisti optuživali za "čivutizam i klerikalizam".
Kako je u to vrijeme njemačka diplomacija ocjenjivalo da je njemačkim interesima bolje odgovara opstanak ujedinjene Jugoslavije, Pavelićeva studija ostavila je slab dojam na njih. Dan nakon što je izdana njegova druga knjiga Strahote zabluda (talijanski: Errori e orrori), zaplijenjena je, a ustaška djelatnost je zabranjena. Nakon sporazuma Ciano-Stojadinović, sklopljenog 1. travnja 1937., koji je normalizirao talijansko-jugoslavenske odnose, Pavelić je bio prisiljen izdati naredbu kojom raspušta ustaške jedinice i logore na talijanskom području. Nakon toga Pavelić živi u Sieni. Nakon što je Stojadinovićeva vlada pala 1939., pojačala je ustaška aktivnost. Njemačka je i dalje vidjela ujedinjenu Jugoslaviju, Talijani su dvojili, a Pavelić je bio čvrst u tome da se stvori hrvatska nezavisna država.

## Nezavisna Država Hrvatska
Dana 6. travnja 1941. Treći Reich izvršio je invaziju na Jugoslaviju. Nijemci su mislili da će slom Jugoslavije olakšati, ako stupe u vezu s Hrvatima i drugim neprijateljima kraljevskog režima. Kako je većina Hrvata podržavala Hrvatsku seljačku stranku, Nijemci su htjeli dati vodstvo nezavisne Hrvatske predsjedniku Seljačke stranke, Vladku Mačeku, što im se činilo bolje nego podržati ustaše, jer su Nijemci imali mišljenje da je Pavelić talijanski štićenik. Kada je Maček odbio njemačku ponudu, Adolf Hitler prihvatio je talijanski prijedlog i Ante Pavelić je postavljen na čelo novonastale hrvatske države. Dana 10. travnja 1941., doglavnik Slavko Kvaternik proglasio je Nezavisnu Državu Hrvatsku u ime poglavnika dr. Ante Pavelića.
Dana 13. travnja 1941. Pavelić je stigao u Hrvatsku, a noć na 15. travnja 1941. provodi sa svojom ustaškom emigrantskom pratnjom u Zagrebu. Počeo je obnašati svoje dužnosti čelnika države i proglasio vladu. Nedugo zatim i njegova obitelj stiže u Zagreb.
Da bi dobila podršku svojih saveznika, NDH uvodi jednostranački sustav po uzoru na Njemačku i Italiju. Sve političke stranke su raspuštene. Mnogi Hrvati koji su htjeli pomoći u razvoju nove hrvatske države, zbog svojih političkih stavova su zatvoreni, među njima i Vladko Maček, koji je u početku bio zatvorenik Sabirnog logora Jasenovac, da bi kasnije bio u kućnom pritvoru, takva je situacija bila u NDH sve do završetka rata.
Kako je Pavelić bio poglavnik i Ustaškog pokreta i Hrvatske, imao je apsolutnu moć. Kao dio kulta osobnosti kojeg je stvorio, Pavelić je predstavljan kao druga najvažnija osoba u hrvatskoj povijesti, istican je zajedno uz Antu Starčevića kao osloboditelj hrvatskog naroda. Razni pjesnici pišu pjesme posvećene njemu, nastaju slike i skulpture, najpoznatije su skulptura Antuna Augustinčića i portret koji je naslikao Ante Kaštelančić.

### Rimski ugovori
Iako je Pavelić proglasio svoju vladu 16. travnja 1941. sve važnije odluke donosio je sam. Sazvao je Sabor u veljači 1942., koji nije ostavio većeg utjecaja, a zadnji put sabor je sazvan u prosincu 1942. Odnosi s Njemačkom i Italijom bili su jedan od ključnih faktora u NDH, kako je i državni sustav napravljen po uzoru na te dvije države. Talijanski zahtjevi za Hrvatskom obalom narušavali su talijansko-hrvatske odnose. Dana 20. svibnja 1941. Pavelić potpisuje Rimske ugovore, prema kojima se Hrvatskoj - pod teškim pritiskom Italije - oduzima značajan dio njezine obale.  Zaoštravanje doživljava vrhunac kad je Hrvatska prisiljena odreći se dijela Dalmacije, Krka, Raba, Korčule, Biograda, Šibenika, Trogira, Splita, Čiova, Šolte, Mljeta i dijelova Konavle i Boke kotorske u korist Italije. Hrvatski prijedlog da Split i Korčula imaju zajedničku hrvatsku i talijansku administraciju Talijani su ignorirali.
Kapitulacijom Italije 1943. Pavelić poništava Rimske ugovore i vraća Dalmaciju Hrvatskoj i sve druge gradove i otoke koje je predao Italiji Rimskim ugovorom.

### Unutarnja politika, progoni i genocid
Pavelićevu unutarnju politiku nije prihvaćao veliki broj Hrvata zbog njegovog zatvaranja političkih neprijatelja i Židova, koji su bili prihvaćeni u hrvatskom društvu. Njemački utjecaj na Hrvatsku vodio je do donošenja zakona o zatvaranju Židova što je u narodu dočekano s nevjericom s obzirom na to da su veliki broj visokopozicioniranih časnika Domobranstva činili Židovi, kao što su i supruge nekih ministara bile Židovke. Josip Frank, poznati pravaški političar i čovjek u čijoj je stranci bio i sam Pavelić, također je bio Židov do svoje 18 godine kada je prešao na katoličku vjeru. Među ustaškom logorima najpoznatiji je Sabirni logor Jasenovac, gdje je, prema pretpostavkama, stradalo od 70 000 - 80 000 ljudi. U početku je Ustaški pokret bio isključivo antisrpski, da bi se kasnije, pod utjecajem njemačke politike, pretvorio i u antisemitski. Kako se Srbi sve više i više počinju buniti protiv ustaškog režima, Pavelić osniva Hrvatsku pravoslavnu crkvu u nadi da će smiriti Srbe. Pavelić je time slijedio i politiku Ante Starčevića koja je držala kako su hrvatski Srbi zapravo hrvatski pravoslavci.
Na sastanku u Berchtesgadenu, Bavarska u ranome lipnju 1941., Hitler je ohrabrivao Pavelića da prihvati slovenske useljenike i deportira Srbe u Nedićevu Srbiju. Njemački Führer također je izjavio da previše tolerancije može biti štetno i predložio Paveliću da vodi "pedeset godina nacionalno netolerantne politike" U sljedećih nekoliko mjeseci, ustaška je vlada deportirala oko 120 000 Srba.
Konačan broj žrtava njegova režima predmetom je brojnih rasprava, a brojke uveliko variraju, ovisno je li se pristupilo znanstveno, konformistički, "politički podobno znanstveno" ili za političke obračune, od dnevnopolitičkih do strateških međudržavnih sporova.

### Kraj NDH
Jedan od većih događaja u povijesti Nezavisne Države Hrvatske bila je urota Lorković-Vokić. Ministar Mladen Lorković i vojni časnik Ante Vokić predložili su Paveliću da Hrvatska prijeđe na stranu anglo-američkih saveznika uz njegovo napuštanje vlasti, kako su Britanci zahtijevali. U početku Pavelić podržava njihovu ideju, no mijenja mišljenje nakon što ga je posjetio za područje hrvatske zadužen časnik Gestapa koji mu je rekao da će Njemačka s razvojem novih oružja ipak dobiti rat. Pavelić nakon toga odlučuje uhititi Lorkovića i Vokića, neke članove Seljačke stranke i časnike Domobranstva. Lorković i Vokić smaknuti su krajem travnja 1945. u zatvoru u Lepoglavi.

### Poraz i bijeg
Uvidjevši da Njemačka gubi rat i da Hrvatske oružane snage nisu u stanju odupirati se komunistima, Pavelić naređuje povlačenje prema Austriji. Tamo se trebao predati Britancima za koje je vjerovao da će, za razliku od partizana, prema hrvatskoj vojsci postupati po Ženevskoj konvenciji. Dana 6. svibnja 1945. Pavelić napušta Hrvatsku, a na granicu s Austrijom stiže 8. svibnja. Zbog njegovog napuštanja hrvatskih vojnika i civila u Rogaškoj Slatini, neki su ga hrvatski politički emigranti optuživali za kukavičluk i bijeg. Hrvatski vojnici i civili nastavljaju povlačenje prema Austriji. U povlačenju je sudjelovalo više od 100 000 Hrvata, a desetke tisuća je ubijeno tijekom komunističke ubilačke kampanje koju je povijest nazvala Pokolj u Bleiburgu i nakon toga Križni put. Svjestan činjenice da se slična sudbina mogla dogoditi i njemu, Pavelić je još 1944. svoju obitelj poslao u Austriju. Nakon rata im se pridružio i živio s njima u američkoj okupacijskoj zoni. Iako se Pavelić javio Američkoj obavještajnoj službi, ni Amerikanci ni Britanci nisu radili ništa po pitanju njegova uhićenja.
Pavelić se preselio u Rim gdje su mu u skrivanju pomagali i svećenici Katoličke crkve, kako navode američki tajni dokumenti. Amerikanci ga i dalje nisu pokušavali uhititi. Tito i njegov komunistički režim optuživali su katoličku crkvu zbog pomaganja Paveliću i "anglo-američke imperijaliste" zbog pokušaja oživljavanja nacionalsocijalizma i rušenja komunističke Istočne Europe. Komunističke optužbe nisu bile neutemeljene, jer je Američka obavještajna služba koristila bivše fašiste i nacionalsocijaliste, pa tako i Pavelića, u borbi protiv komunizma.

## Poratno razdoblje i smrt
Pavelić je u poratnom neredu preko Austrije i Italije, služeći se lažnim putovnicama, prešao u Argentinu gdje je 1956. osnovao Hrvatski oslobodilački pokret (HOP). Iako su američke i britanske okupacijske snage u Austriji znale sve o kretanju Pavelića, a njegov trag nije bilo teško pratiti, ništa nije učinjeno. Zapovijed pomoćnika zapovjednika glavnog stožera američkih snaga na mediteranskom ratištu za hvatanje Pavelića u Vatikanu glasila je na kraju Hands off (Ruke sebi), čime su Amerikanci dopustili daljnji bijeg Paveliću. Zahvaljujući Branku Benzonu, Evita Peron omogućila je Paveliću da postane vlasnik unosne argentinske tvrtke za izgradnju stanova. No, njegov ugled je bio slab ili skoro nikakav među ustaškim emigrantima (o antikomunističkoj hrvatskoj demokratskoj emigraciji da se i ne govori). Na njega su pripadnici UDB-a izvršili atentat 1957. kojeg je preživio, nakon čega se seli u frankističku Španjolsku gdje umire 28. prosinca 1959. u njemačkoj vojnoj bolnici u Madridu. Uzrok smrti nije siguran, vjeruje se da je preminuo zbog posljedica atentata, dok su njegovi bliski prijatelji i obitelj tvrdili da je preminuo prirodnom smrću.

## Spisateljski rad
Što se njegova spisateljskoga rada tiče, Pavelić je autor jednoga prosječnog[Prema kome?] romana, «Lijepa plavojka» (1936.), te posmrtno objavljenih «Doživljaja» (1968.), proze koja prikazuje atmosferu u staroj Jugoslaviji i njegov životni put. Također, Pavelićeva opsesija tvorbeno-morfološkim pravopisom Zagrebačke škole iz 1870-tih dovela je do toga da je taj bio službenim od 1942. do 1945. na područjima pod njegovom kontrolom, unatoč praktički jednodušnom otporu hrvatskih jezikoslovca.

### Djela
- Uzpostava hrvatske države, trajni mir na Balkanu., Hrvatski List i Danica Hrvatska Publishing Co. Inc., New York, 1929. (2. izd. Domovina, Madrid, 1998.)
- Aus dem Kampfe um den selbständigen Staat Kroatien. Einige Dokumente und Bilder., Beč, 1931.
- La restauration économique des pays danubiens. Le désarmement. Belgrade et la Croatie., Ženeva, 1932. (2. izd. hrv. - njem. - franc. - španjol., Madrid, 2001.)
- Lijepa plavojka. Roman iz borbe hrvatskog naroda za slobodu i samostalnost., Buenos Aires, 1936.[32] (2. izd. Liepa plavka, 1954., 3. izd. Madrid, 1969., 4. izd. Madrid 2003.)
- Errori e Orrori. Comunismo e bolscevismo in Russia e nel mondo., Siena, 1938., (pod pseudonimom A. S. Mrzlodolski) (zaplijenjeno izdanje), (2. izd. Errori e Orrori. Comunismo e bolscevismo in Russia e nel mondo., 1941., 3. izd. Strahote zabluda. Komunizam i boljševizam u Rusiji i svijetu., Zagreb, 1941., 4. izd. Madrid-Buenos Aires, 1974., 5. izd. Madrid, 2008.), (španjol. izd. Errores y horrores, Buenos Aires, 1951.)
- Die kroatische Frage, Berlin-Steglitz, 1941. (hrv izd. Dr. Ante Pavelić riešio je hrvatsko pitanje, Zagreb, 1942.)
- Putem hrvatskog državnog prava: poglavnikovi govori, izjave i članci prije odlaska u tuđinu, Zagreb, 1942. (2. izd. Putem hrvatskog državnog prava (članci - govori - izjave 1918. – 1929.), Buenos Aires-Madrid, 1977.)
- Doživljaji, Madrid, 1968. (2. izd. Starčević, Zagreb, 1996., 3. izd. Domovina, Madrid, 2003.)
- Hrvatska pravoslavna crkva, Madrid, 1984. (2. izd. 1999.)
- Poviest: zbornik, Madrid, 1989. (suautori Velimir Pavelić, Višnja Pavelić)
- Doživljaji II, Vratna Gora d.o.o., Zagreb, 1998.
- Pojam Bosne kroz stoljeća, Serdar, Madrid, 2000.
- Doživljaji III, Naklada Bošković, Split, 2008.

## Vanjske poveznice

### Ostali projekti
|  | Zajednički poslužitelj ima još gradiva o temi Ante Pavelić |
|  | Wikicitati imaju zbirke citata o temi Ante Pavelić         |

- NDH i 2. svjetski rat